# Ди (река, Тасмания)
Ди (англ. River Dee) — река на острове Тасмания (Австралия), левый приток реки Деруэнт. Река Ди берёт своё начало на Центральной возвышенности острова Тасмания, и течёт в южном направлении, впадая в Деруэнт недалеко от посёлка Уз.

## География

Карта бассейна реки Деруэнт с указанием реки Ди

Река Ди начинается у южной оконечности озера Эко (Lake Echo), водная поверхность которого находится на высоте 846 м. На месте, где река Ди вытекает из озера, находится 19-метровая плотина Лейк-Эко (Lake Echo Dam), построенная в 1956 году.
На высоте около 650 м река Ди протекает через водохранилище Ди-Лагун, образованное плотиной Ди (Dee Dam), расположенной у юго-восточной оконечности водоёма.
Согласно делению, принятому для бассейна реки Деруэнт, бассейн реки Ди принадлежит к Верхнему Деруэнту, общая площадь которого равна 3561 км². Бассейн реки Ди занимает примерно 10 % этой территории — 355 км², это примерно 4,0 % всей площади бассейна реки Деруэнт без эстуария (или около 3,8 %, если включать эстуарий). Длина реки — около 33 км (по другим данным — 29 км), средний расход воды — 0,8 м³/с.
Основные притоки реки Ди — Ментмор-Крик (Mentmore Creek, правый приток, впадает в Ди-Лагун) и ручей Дак (Duck Rivulet, левый приток). В нижнем течении реки Ди её пересекает автомобильная дорога  Лайелл-Хайвей (Lyell Highway), соединяющая Хобарт с Куинстауном. Река Ди впадает в Деруэнт чуть ниже водохранилища Клани-Лагун, примерно в 3 км юго-западнее посёлка Уз.

## Хозяйственное использование
У водохранилища Ди-Лагун находится построенная в 1956 году гидроэлектростанция Лейк-Эко (Lake Echo Power Station, 36 мегаватт), к которой отводится часть воды, вытекающей из озера Эко. Затем часть потока воды, проходящего через гидроэлектростанцию Лейк-Эко, направляется к гидроэлектростанции Тангатина (Tungatinah Power Station, 130,5 мегаватт), расположенной на реке Найв.